# シェイ・チャールズ
シェイ・エマニュエル・チャールズ（英語: Shea Emmanuel Charles、2003年11月5日 - ）は、北アイルランドとイングランドのプロサッカー選手。北アイルランド代表。EFLチャンピオンシップ、シェフィールド・ウェンズデイFC所属。ポジションはMF。

## クラブ歴
マンチェスターに生まれ、7歳からマンチェスター・シティFCの下部組織で育った。2021-22シーズンにはU-18チームにも参加しながらU-23チームの主力としてプレミアリーグ2制覇に貢献した
。なおU-18でもこのシーズンは優勝を記録している。さらにこのシーズンにはトップチームの練習にも参加した。
2023年2月22日に行われたUEFAチャンピオンズリーグ 2022-23 決勝トーナメントラウンド16・RBライプツィヒ戦でベンチ入りした。同年5月28日に行われたプレミアリーグ最終節・ブレントフォードFC戦で63分にナタン・アケとの交代で投入されて選手初出場を記録した。
同年7月12日にEFLチャンピオンシップに降格したサウサンプトンFCに4年契約で完全移籍した。移籍金は1050万ポンド＋出来高の最高1500万ポンドで、マンチェスター・シティ側には買戻しオプションがつけられた。
2024年8月24日、シェフィールド・ウェンズデイFCにレンタル移籍した。

## 代表歴
代表は一貫して北アイルランド代表を選択した。
年代別代表ではU-16からの選出歴がある。U-19代表からは中心選手として活躍したが、新型コロナウイルス感染症の世界的流行の影響もあって、出場試合数自体は多くなかった。
A代表初招集は2022年5月で、6月2日に行われたUEFAネーションズリーグ2022-23・リーグCのギリシャ代表戦の79分にジョージ・サヴィルと交代で出場し初出場となった。同月5日の同リーグ・キプロス代表戦ではスターティングメンバーに選ばれ、代表初のスターティングイレブンとなった。

## プレースタイル
守備的なポジションならば何処でもこなせるユーティリティープレーヤーで、セントラルミッドフィールダーからセンターバック、サイドバック迄のポジションで起用される。メンタリティ面では幼少の頃から才覚を見せているが、アスリート能力や技術面でも傑出したものを見せるプレーヤーである。

## 家族
生まれはイングランドであるが、母親が北アイルランドの血筋を引いている
。
なお、同じシェフィールド・ウェンズデイFCに所属するGK、ピアース・チャールズは弟である。